# Madam J
Madam J (v originále Mademoiselle de Joncquières) je francouzský hraný film z roku 2018, který režíroval Emmanuel Mouret. Jedná se o adaptaci Příběhu madame de la Pommeraye, vloženého do románu Jakub Fatalista Denise Diderota (1784), který již v roce 1945 volně inspiroval Roberta Bressona k filmu Dámy z Bouloňského lesíka. Snímek měl světovou premiéru na Mezinárodním filmovém festivalu v Torontu dne 7. září 2018.

## Děj
Děj se odehrává ve Francii v 18. století. Madame de la Pommeraye, mladá a hezká vdova s bezúhonnou morálkou, která se pyšní tím, že nikdy nebyla zamilovaná, nakonec podlehne nátlaku libertinského markýze des Arcis, který se jí dvoří téměř šest měsíců. Po několika letech si uvědomí, že ji markýz již omrzel. Po poradě se svou přítelkyní Lucienne se markýzovi svěří. Ten přizná, že má úplně stejný pocit, ale že se jí to neodvážil říct. Poděkuje jí za to, že ho zbavila tohoto břemene, a ukončí jejich vztah.
Madame de la Pommeraye, zlomená a zraněná ve své pýše, vymyslí plán, jak se pomstít za to, co považuje za markýzovu zradu. Vyhledá paní de Joncquières, ženu z nelegitimního svazku, zneužitou s nemanželskou dcerou. Obě jsou bez prostředků a živí se proto prostitucí. Dcera je velmi pohledná a má posloužit jako kořist.
Madame de la Pommeraye je snadno přesvědčí a poskytne jim jídlo a ubytování a výměnou po nich žádá, aby se od nynějška projevovali jako zbožné a ctnostné. Poté je představí markýzi des Arcis. Ten, přesvědčený o ctnosti a panenství slečny de Joncquières, se do ní zamiluje. Jeho touha je o to větší, že mu madame de la Pommeraye brání, aby ji znovu viděl. Markýz přesto přijde požádat mladou dívku o ruku. Ta nabídku přijme ze strachu, že markýz jednoho dne odhalí pravdu. 
Již den po svatbě přivede madame de la Pommeraye markýze, jeho mladou ženu a její matku jako překvapení do podniku, kde prostituovaly. Všichni tři si uvědomí, že je madame de La Pommeraye podvedla, aby byl markýz pro posměch místní aristokracii. Mladá nevěsta, hluboce ponížená, oklamaná madame de La Pommeraye a nyní odmítnutá svým manželem, se pokusí spáchat sebevraždu. Je však zachráněna rolníky a přivedena zpět k markýzovi, který souhlasí, že ji ošetří. Vrátí jí svobodu a zároveň důstojně zajistí budoucnost její i její matky. Ale tváří v tvář upřímnosti a poctivosti mladé ženy je markýz nakonec přemožen a rozhodnou se zůstat spolu a odejít na jeho země. Při odjezdu potkají Lucienne a markýz ji požádá, aby poděkovala madame de la Pommeraye, bez níž by svou ženu nikdy nepoznal.
Film končí závěrečným setkáním mezi madame de la Pommeraye a její přítelkyní Lucienne. Ta jí zalže, že markýz odešel z města sám, bez své ženy. Poděkování nevysloví a markýzovo nové štěstí podrží v tajnosti.

## Obsazení
| Cécile de France     | Madame de La Pommeraye                      |
| Édouard Baer         | markýz des Arcis                            |
| Alice Isaazová       | Mademoiselle de Joncquières                 |
| Natalia Dontcheva    | Madame de Joncquières, její matka           |
| Laure Calamy         | Lucienne, přítelkyně Madame de La Pommeraye |
| Manon Kneusé         | kurtizána                                   |
| Arnaud Dupont        | dvořan markýzy                              |
| Gabrielle Atger      | šlechtična                                  |
| Juliette Laurent     | dvořanka Madame                             |
| Corinne Valancogne   | dvořanka Madame                             |
| Edith Proust         | dvořanka Madame                             |
| Jean-Michel Lahmi    | šlechtic                                    |
| Emilie Aubertot      | dvořanka markýze                            |
| Alban Casterman      | komoří markýze                              |
| Pierre Giraud        | komoří markýze                              |
| Franck Guérin        | dvořan markýze                              |
| Sébastien Laudenbach | malíř                                       |
| Iákovos Pappás       | hráč na spinet                              |

## Ocenění
- César: nejlepší kostýmy (Pierre-Jean Larroque); nominace v kategoriích nejlepší herec (Édouard Baer), nejlepší herečka (Cécile de France), nejlepší adaptace (Emmanuel Mouret), nejlepší kamera (Laurent Desmet), nejlepší výprava (David Faivre)
- Filmový festival Cabourg: nejlepší adaptace (Emmanuel Mouret)
- Cena Lumières: nominace v kategoriích nejlepší film, nejlepší herečka (Cécile de France), nejlepší scénář (Emmanuel Mouret), nejlepší kamera (Laurent Desmet)
- Cena Magritte: nominace na nejlepší herečku (Cécile de France)